# 拉曉瓦
48°56′44″N 30°37′47″E / 48.94556°N 30.62972°E
拉什喬瓦（烏克蘭語：Лащова）是位於烏克蘭中部的村莊，由切爾卡瑟州裡茲韋尼霍羅德卡區的塔利內市鎮負責管轄。該村海拔高度152米，2001年人口556，該城鎮98%居民使用烏克蘭語。